# Steve Kozola
Steven Kozola (Naperville, 17 de dezembro de 1989) é um lutador norte-americano de artes marciais mistas (MMA), que compete na divisão peso-leve do Bellator MMA. Também já lutou pelo World Series of Fighting.

## Carreira no MMA

### Começo da carreira
Kozola começou sua carreira profissional em julho de 2013. Ele manteve-se invicto em seus primeiros quatro combates, nocauteando ou finalizando todos os seus adversários, antes de assinar com o Bellator MMA. Ele competiu em variadas promoções durante este tempo, incluindo Gladiator Challenge, Xplode Fight Series e BAMMA.

### Bellator MMA
Em sua estreia no Bellator, Kozola lutou contra Jonathan Rivera, no Bellator 132, em 16 de janeiro de 2015. Kozola ganhou a luta por nocaute no segundo round.
Em sua segunda luta pela organização, Kozola enfrentou Ian Butler, no Bellator 137, em 15 de maio de 2015. Kozola, mais uma vez, venceu por nocaute, desta vez no primeiro round, aumentando seu cartel invicto para 6–0.
Passado mais de um ano desde sua última luta no Bellator, Kozola enfrentará Jake Roberts, no Bellator 175, em 31 de março de 2017.

## Cartel no MMA
| Cartel no MMA   |            |            |
| 10 lutas        | 8 vitórias | 2 derrotas |
| Por nocaute     | 7          | 1          |
| Por finalização | 1          | 0          |
| Por decisão     | 0          | 1          |

| Res.    | Cartel | Oponente          | Método                   | Evento                                      | Data       | Round | Tempo | Local                     | Notas              |
| ------- | ------ | ----------------- | ------------------------ | ------------------------------------------- | ---------- | ----- | ----- | ------------------------- | ------------------ |
| Derrota | 8–2    | Jake Smith        | Nocaute (socos)          | Bellator 193                                | 26/01/2018 | 1     | 0:57  | Temecula, California      |                    |
| Derrota | 8–1    | Carrington Banks  | Decisão (unânime)        | Bellator 184                                | 06/10/2017 | 3     | 5:00  | Thackerville, Oklahoma    |                    |
| Vitória | 8–0    | Jake Roberts      | Nocaute Técnico (socos)  | Bellator 175                                | 31/03/2017 | 1     | 0:28  | Rosemont, Illinois        |                    |
| Vitória | 7–0    | Matt Church       | Nocaute Técnico (socos)  | WSOF 30                                     | 02/04/2016 | 1     | 1:57  | Las Vegas, Nevada         |                    |
| Vitória | 6–0    | Ian Butler        | Nocaute (socos)          | Bellator 137                                | 15/05/2015 | 1     | 2:22  | Temecula, California      |                    |
| Vitória | 5–0    | Jonathan Rivera   | Nocaute (socos)          | Bellator 132                                | 16/01/2015 | 2     | 1:25  | Temecula, California      |                    |
| Vitória | 4–0    | Danny Morales Jr. | Nocaute (golpes)         | American Predator Fighting Championships 17 | 11/10/2014 | 1     | 1:56  | Hoffman Estates, Illinois |                    |
| Vitória | 3–0    | Eddy Gonzalez     | Nocaute Técnico (socos)  | Gladiator Challenge: Backlash               | 31/05/2014 | 1     | 0:50  | El Cajon, California      |                    |
| Vitória | 2–0    | Tommy Gavin       | Nocaute Técnico (socos)  | BAMMA USA: Badbeat 12                       | 28/03/2014 | 2     | 0:44  | Commerce, California      | Luta no peso-pena. |
| Vitória | 1–0    | Ramon Hernandez   | Finalização (guilhotina) | Xplode Fight Series: Aftermath              | 20/07/2013 | 2     | 1:29  | Valley Center, California |                    |